# Barachisio
Barachisio  è un nome proprio di persona italiano maschile.

## Varianti in altre lingue
- Catalano: Baraquisi[2]
- Francese: Barachise
- Latino: Barachisius[1]
- Persiano: Berīkīšō[3]
- Spagnolo: Baraquisio[2]

## Origine e diffusione
Deriva dal latino Barachisius, a sua volta da un nome persiano, Berīkīšō, che significa "benedetto Gesù", "Gesù sia benedetto". Il nome si ritrova anche in forme quali Behjesus, Brichjesus, Beréhjésu, Berkijesu e Berikjésu.

## Onomastico
L'onomastico si festeggia il 29 marzo in memoria di san Barachisio, uno dei martiri persiani.